# Borsbeek Nu
Borsbeek Nu is een Belgische lokale kieslijst te Borsbeek.

## Geschiedenis
In de aanloop naar de gemeenteraadsverkiezingen van 2024 besloten de BBB en Open Vld de krachten te bundelen. Lijsttrekker deze stembusgang was oud-schepen Dirk Coens, lijstduwer was voormalig Groen-schepen Frans Neyens. De kieslijst overtuigde 5,3% van de kiezers, onvoldoende voor een zetel in de Borsbeekse districtsraad.